# Miremont (Puy-de-Dôme)
Miremont é uma comuna francesa na região administrativa de Auvérnia-Ródano-Alpes, no departamento Puy-de-Dôme. Estende-se por uma área de 37 km². Em 2010 a comuna tinha 306 habitantes (densidade: 8,3 hab./km²).